# Falcon Heavy
Falcon Heavy – superciężka rakieta nośna z możliwością częściowego ponownego użycia, która może wynosić ładunki na orbitę okołoziemską oraz poza nią. Została zaprojektowana oraz wyprodukowana przez amerykańskie przedsiębiorstwo SpaceX.
Rakieta składa się z centralnego stopnia do którego przymocowane są dwa boostery oraz znajdującego się na jego szczycie drugiego stopnia rakiety. Falcon Heavy ma drugi co do wielkości udźwig spośród wszystkich obecnie latających rakiet nośnych tuż za Space Launch System należącym do NASA, a także czwarty największy udźwig spośród wszystkich rakiet, które są w stanie osiągnąć lot orbitalny, plasując się za rakietą Space Launch System, Energia i Saturnem V.
W ramach pierwszego lotu Falcona Heavy, który odbył się 6 lutego 2018 roku o godzinie 20:45 UTC, jako imitację ładunku użytecznego rakieta wyniosła Teslę Roadster należącą do założyciela SpaceX Elona Muska wraz z manekinem nazwanym Starman, który podczas lotu znajdował się na siedzeniu kierowcy. Drugi lot Falcona Heavy miał miejsce 11 kwietnia 2019 roku, a wszystkie trzy boostery pomyślnie powróciły na Ziemię. Trzeci lot Falcona Heavy miał miejsce 25 czerwca 2019 roku, a od tego czasu rakieta Falcon Heavy uzyskała certyfikację do wynoszenia ładunków użytecznych należących do programu National Security Space Launch.
Falcon Heavy został pierwotnie zaprojektowany z myślą o wynoszeniu astronautów w przestrzeń kosmiczną poza niską orbitę okołoziemską, choć od lutego 2018 roku SpaceX nie zamierza jego do tego wykorzystywać ani kontynuować procesu certyfikacji w celu umożliwienia wynoszenia tą rakietą astronautów NASA. Oczekuje się, że zarówno rakieta Falcon Heavy, jak i Falcon 9 zostaną ostatecznie zastąpione przez rakietę Starship, która jest obecnie opracowywana.

## Historia
Program budowy rakiety Falcon Heavy został ogłoszony publicznie przez Elona Muska – założyciela i dyrektora SpaceX, w kwietniu 2011 r. Zapowiadano wówczas pierwszy start na 2013 r., jednak termin ten wielokrotnie przekładano, co spowodowane było zarówno niezbyt dużym początkowo zainteresowaniem tą rakietą ze strony potencjalnych klientów komercyjnych, jak i skoncentrowaniem się przedsiębiorstwa na doprowadzeniu do odzyskiwania pierwszego stopnia Falcona 9, modernizacji silnika Merlin 1 i na pracach nad załogową wersją statku Dragon 2.
Ponieważ poszczególne stopnie Falcona Heavy wywodzą się z głównego stopnia Falcona 9, główną rolę także w tej rakiecie odgrywa silnik rakietowy Merlin 1D, produkowany również przez SpaceX. W związku z tym przy starcie rakiety równocześnie pracuje 27 takich silników rozmieszczonych w trzech modułach umieszczonych obok siebie, każdy po 9 silników. Merlin 1D to silnik jednokomorowy, napędzany naftą RP-1 paloną w ciekłym tlenie. System wielokrotnego użytku.
Pierwszy test statyczny silników odbył się 24 stycznia 2018.
Falcon Heavy startuje ze stanowiska startowego LC-39A w Centrum Kosmicznym im. J.F. Kennedy’ego na przylądku Canaveral na Florydzie, USA,
Planowanym stosowaniem rakiety Falcon Heavy będą loty bezzałogowe. SpaceX rozpoczęło ponadto proces certyfikacji rakiety na potrzeby Sił Powietrznych Stanów Zjednoczonych, co zapewni przedsiębiorstwu dostęp do rynku usług dla wojska. Ponieważ Falcon Heavy jest rozwinięciem rakiety Falcon 9, która otrzymała certyfikat, proces ten powinien być krótszy niż 2 lata potrzebne do certyfikacji Falcona 9.
Na początku 2018 roku wycofano się z pomysłów na loty załogowe poza orbitę Księżyca i powrót do nich jest mało prawdopodobny.

## Możliwości

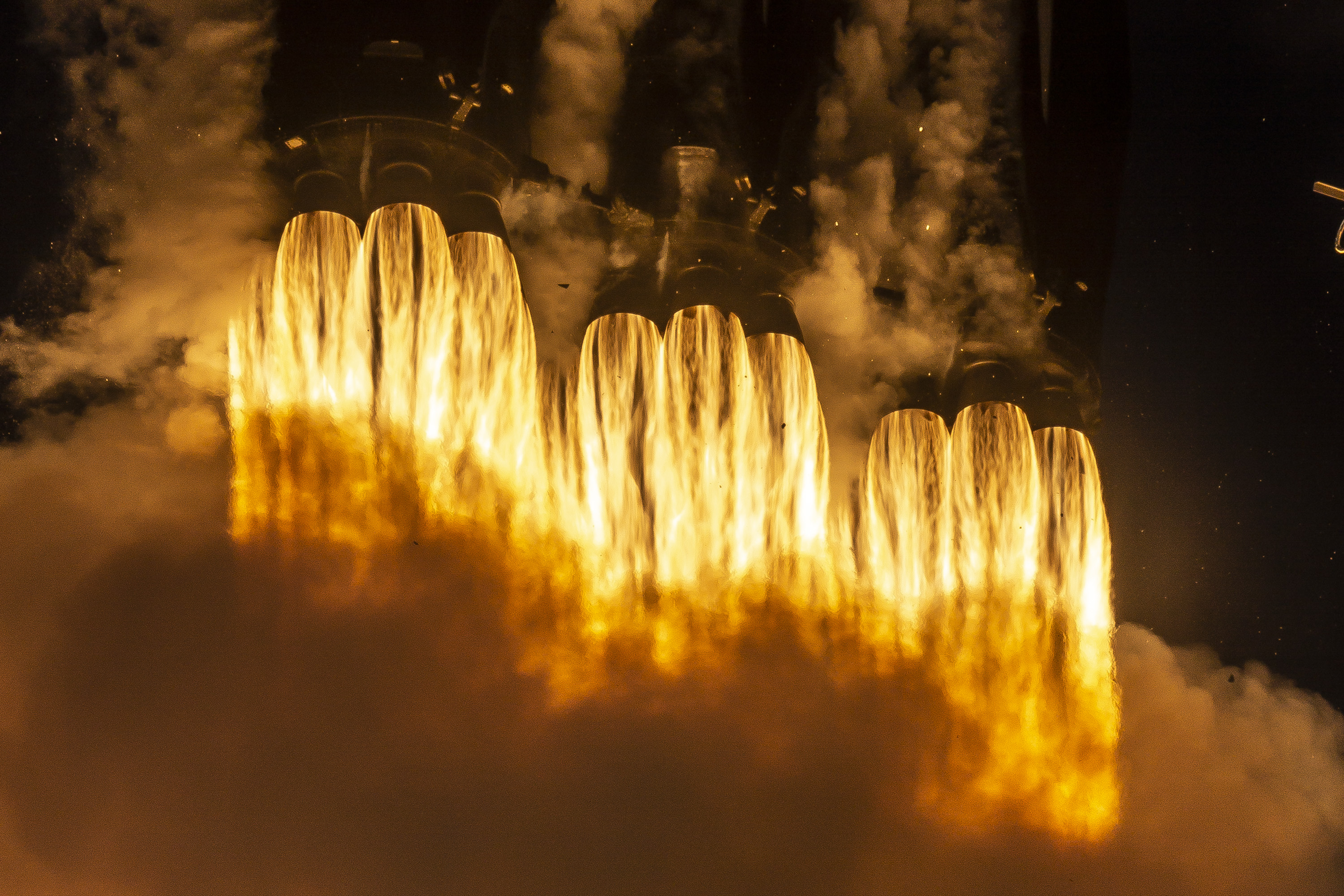
27 silników Merlin podczas wynoszenia satelity Arabsat-6A w 2019 roku

Częściowo odzyskiwalny Falcon Heavy zaliczany jest do kategorii ciężkich rakiet nośnych, zdolnych wynieść od 20 do 50 ton ładunku użytecznego na niską orbitę okołoziemską, zgodnie z klasyfikacją przyjętą przez panel NASA ds. załogowych misji kosmicznych. W pełni jednorazowy (nieodzyskiwalny) Falcon Heavy mieści się w kategorii superciężkich systemów nośnych, z maksymalnym udźwigiem 64 ton na niską orbitę okołoziemską.
Pierwotna koncepcja rakiety zakładała możliwość wynoszenia ładunków o masie 24,75 ton na niską orbitę okołoziemską. Jednak do kwietnia 2011 roku oszacowania wzrosły do 53 ton, z możliwością transportu ładunków o masie do 12 ton na geostacjonarną orbitę transferową. Późniejsze raporty z 2011 roku przewidywały jeszcze większe możliwości, obejmujące wynoszenie 19 ton na geostacjonarną orbitę transferową, a także 16 ton na trajektorię translunarną oraz 14 ton na orbitę areocentryczną. Pod koniec 2013 roku SpaceX zwiększyło przewidywaną ładowność Falcona Heavy dla geostacjonarnej orbity transferowej do 21,2 ton.
W kwietniu 2017 r. przewidywany udźwig rakiety Falcon Heavy na niską orbitę okołoziemską został zwiększony z 54,4 do 63,8 ton. Maksymalna ładowność jest osiągana, gdy SpaceX nie będzie odzyskiwać żadnego z trzech boosterów rakiety. Przy całkowitym wykorzystaniu tylko środkowego stopnia rakiety i odzyskaniu dwóch bocznych boosterów, Elon Musk szacuje, że zmniejszenie ładowności Falcona Heavy wyniosłoby około 10%, co nadal dawałoby ponad 57 ton możliwego ładunku do wyniesienia na niską orbitę okołoziemską. Odzyskanie wszystkich trzech boosterów rakiety  pozwoliłby uzyskać około 30 ton możliwej wagi ładunku użytecznego do wyniesienia na niską orbitę okołoziemską.

### Możliwość ponownego użycia

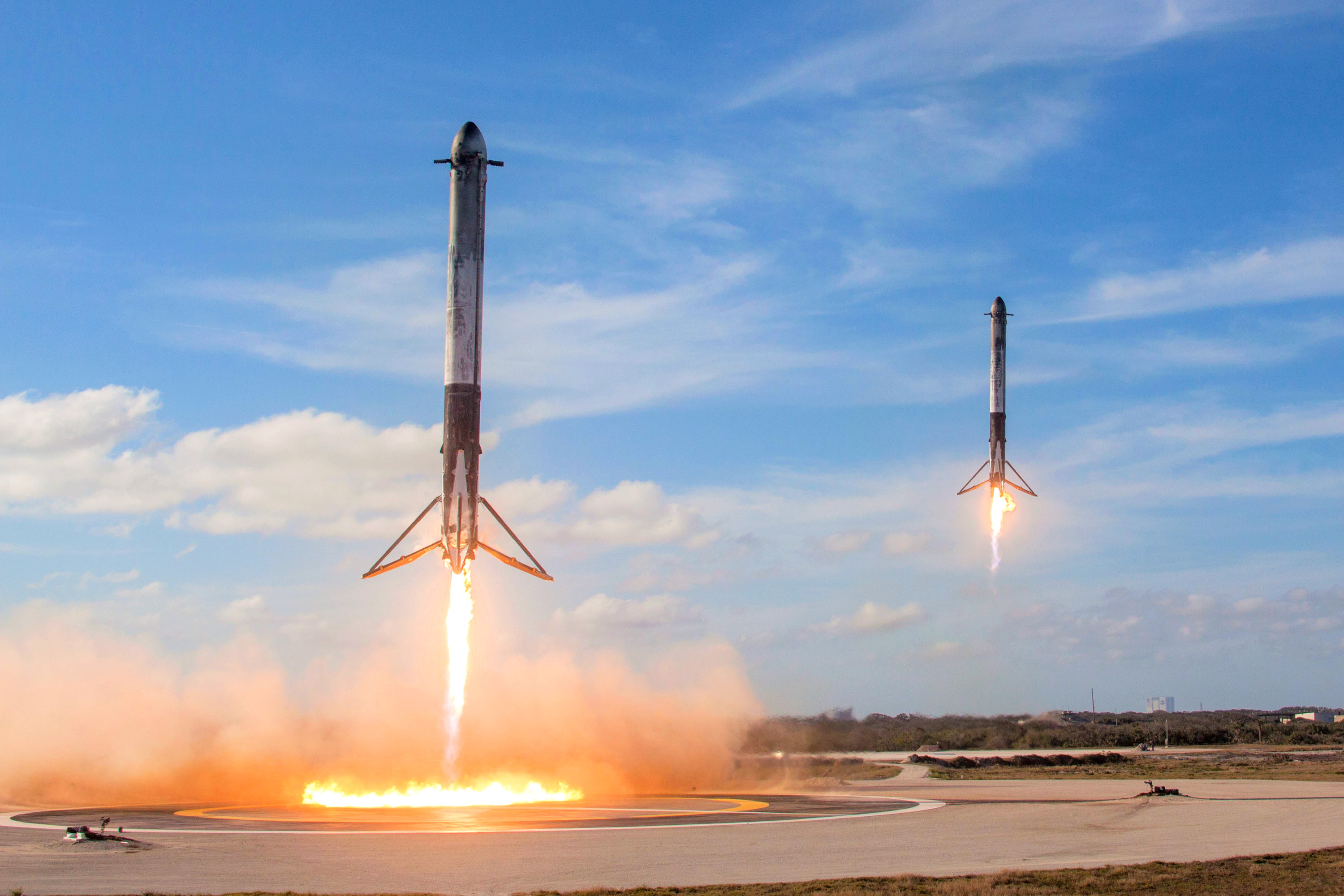
Dwa boczne boostery lądujące na Landing Zone 1 i 2 w trakcie pierwszego lotu Falcona Heavy

Od 2013 do 2016 roku, SpaceX prowadziło prace nad opracowaniem wielokrotnego użytku dla Falcona 9. Na początku SpaceX wyraziło nadzieję, że wszystkie stopnie rakiety będą ostatecznie wielokrotnego użytku. Od tego czasu SpaceX zademonstrowało rutynowe odzyskiwanie pierwszego stopnia rakiety Falcon 9 na lądzie i na morzu, a także z powodzeniem odzyskało wiele owiewek ładunku użytecznego. W przypadku rakiety Falcon Heavy, dwa boczne boostery rakiety oddzielają się od środkowego boostera rakiety wobec czego poruszają się z mniejszą prędkością niż w przypadku Falcona 9. Podczas pierwszego lotu Falcona Heavy, SpaceX rozważało próbę odzyskania drugiego stopnia rakiety, ale ostatecznie nie zrealizowano tego planu.
Wydajność Falcona Heavy przy wynoszeniu ładunków na geosynchroniczną orbitę transferową jest obniżona w przypadku odzyskiwania boosterów rakiety, jednak koszty wyniesienia są znacznie niższe. Przy odzyskiwaniu wszystkich trzech boosterów, rakieta jest w stanie wynieść na geosynchroniczną orbitę transferową ładunek o masie 8 ton. Jeśli odzyskiwane są jedynie dwa zewnętrzne boostery, a centralny rdzeń zostaje w całości wykorzystany, Falcon Heavy może wynieść na geosynchroniczną orbitę transferową ładunek o masie około 16 ton. Dla porównania Delta IV Heavy była zdolna wynieść na geosynchroniczną orbitę transferową ładunek użyteczny o masie 14,2 ton.

## Wykaz lotów
Pierwszy testowy start odbył się 6 lutego 2018 i zakończył się sukcesem. Testowym ładunkiem był prywatny samochód Tesla Roadster Elona Muska z manekinem w skafandrze kosmicznym w fotelu kierowcy. Dwa boczne człony wylądowały pomyślnie na platformach LZ-1 i LZ-2 w tym samym czasie. To pierwsze  jednoczesne lądowanie dwóch rakiet nośnych. Centralny człon nie zdołał wylądować na autonomicznej barce z powodu wyczerpania się mieszanki TEA - TEB przeznaczonej do rozruchu silników. W konsekwencji zamiast uruchomić trzy silniki, został uruchomiony tylko jeden i rakieta z prędkością około 500 km/h uległa zniszczeniu rozbijając się o taflę Atlantyku kilka metrów od barki.
12 kwietnia 2019 odbył się drugi lot rakiety i pierwszy komercyjny. Ładunkiem podczas lotu był satelita Arabii Saudyjskiej ArabSat 6A.
25 czerwca 2019 odbył się trzeci lot rakiety. Ładunkiem były 24 sztuczne satelity.

## Koszty wyniesienia
Szacuje się, że koszt wyniesienia 1 kg w kosmos przy użyciu Falcon Heavy wynosi 951 USD. Dla porównania promy kosmiczne w 1995 roku, miały cenę 26884 USD za 1 kg.